# Erik Valdemarsson den yngre
Erik Valdemarsson (Bjälboätten), levde 1375–1388, död  senast 1396, var en svensk häradshövding och ägare till Fiholm i Jäders socken. Han var sonsons son till kung Valdemar Birgersson och Sofia Eriksdotter av Danmark. Erik Valdemarsson blev den siste medlemmen av Bjälboätten.

## Biografi
Erik Valdemarsson var son till Valdemar Eriksson (Bjälboätten) och Helga Anundsdotter (Rörik Birgerssons ätt). Han nämns första gången 1375 och var 1388 häradshövding i Dalarna. Erik Valdemarsson avled senast 1396.

### Egendom
Erik Valdemarsson ägde gods i Österrekarne härad i Södermanland, i Bråbo härad och Kinda härad i Östergötland och i Norra Tjusts härad i Småland.

### Familj
Erik Valdemarsson var gift med Ermegard, som ännu levde 1402 men var död 1403, efter att hon året innan sålt godset Fiholm till drottning Margareta. Erik Valdemarsson och Ermegard hade inga kända barn.

## Vapen
Vapen:  tre stolpvis ställda gående lejon.